# جناس

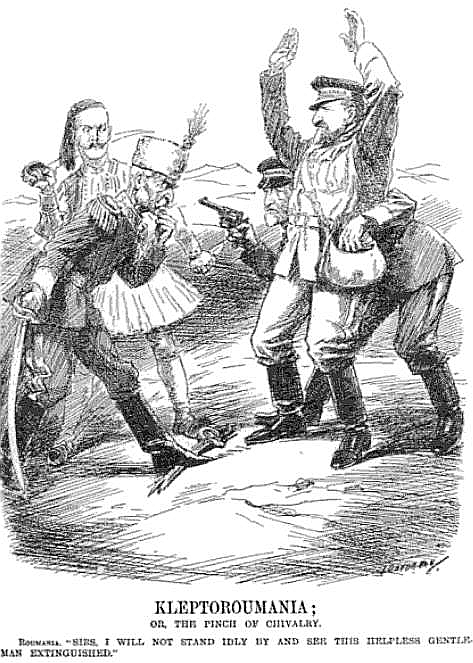

الجِنَاس (في الغالب عند الحديث عن ركنين أي كلمتين فقط) أو التَجْنِيس بتعريفه اللغوي هو: تشابه لفظين مع اختلافهما في المعنى، أو التورية.
يكثر استخدام الجناس في الأدب العربي وعلى وجه الخصوص الشعر، وهو يعتبر من الحلى اللفظية التي يستهجن الإكثار منها.
الجناس: محسن بديعي لفظي يكون عند اتفاق الكلمتين أو تشابههما في اللفظ واختلافهما في المعنى.
التورية: أن يكون للفظ معنيان أحدهما قريبٌ والثاني بعيد، والبعيد هو المقصود.

## أنواع الجناس

### الجناس اللفظي أو الجناس التام
وهو أن يتفق اللفظان في الهيئة، وهو إما كامل أو ناقص، فالكامل هو أن يتفق اللفظان في نوع الحروف، وحركاتها، وترتيبها. والناقص ما اختل فيه أحد هذه الشروط.
من أمثلة الجناس اللفظي التام الآية القرآنية:﴿ويوم تقوم الساعة يقسم المجرمون ما لبثوا غير ساعة﴾ فالساعة الأولى المقصود بها يوم القيامة أما الساعة الثانية فالمقصود بها الساعة الزمنية.
ومن أمثلة الجناس اللفظي الناقص قول الشاعر أحمد شوقي:
والجناس هنا بين لفظي ينسي وأنسي، وهو ناقص لأن اللفظين اختلفا في حرف واحد مع اتفاق الحركات وترتيب الحروف.

### الجناس المعنوي
وهو إما جناس إضمار أو جناس إشارة، وجناس الإضمار قد يطلق عليه أحياناً التورية، وهو أن يأتي بلفظ له معنىً قريب ومعنىً بعيد ويريد البعيد، مثل قول ابن دانيال طبيب العيون:
فالمعنى القريب لأعين الناس هو الغصب والممانعة عند أخذ المال، أما المعنى البعيد المقصود فهو أعين الناس الحقيقية، لأن القائل هو طبيب عيون.
وجناس الإشارة هو ما ذكر فيه أحد اللفظين وأشير للآخر بما يدل عليه، مثل قول الشاعر:
فهو أراد «الخمرة» و«الجمرة» لأنهما تصحيف «حمزة».

### الجناس التام
هو ما اتفق فيه اللفظان في أربعة أمور هي:
1. أنواع الحروف
2. عدد الحروف
3. هيئة الحروف
4. ترتيب الحروف.

- مثال: فدارهم ما دمت في دارهموارضهم ما دمت في أرضهم (دارهم-دارهم _ ارضهم-ارضهم)

الجناس غير التام هو ما اختلف فيه اللفظان في واحد من الأمور هي:
1. أنواع الحروف
2. عدد الحروف
3. هيئة الحروف
4. ترتيب الحروف

- مثال: أشكو وأشكر فعلهفاعجب لشاكٍ منه شاكر (أشكو _ أشكر) اختلفنا في نوع الحروف.